# Rosmonda d'Inghilterra
Versions successives
- 1834 : Rosmonda d'Inghilterra, Florence, Teatro della Pergola
- 1837 : Eleonora di Gujenna, Naples, Teatro San Carlo

Représentations notables
- 22 novembre 1975, Londres, Queen Elizabeth Hall (version de concert)

Personnages
- Rosmonda Clifford, amante d'Enrico et fille de Clifford (soprano)
- Enrico II, roi d'Angleterre (ténor)
- Leonora di Gujenna, femme d'Enrico (soprano)
- Gualtiero Clifford, ancien précepteur du roi (basse)
- Arturo, jeune page d'Enrico (mezzo-soprano)
- Officiers, conseillers, courtisans, pages, soldats.

Airs
- « Torna, ah, torna, a caro ogetto » (Rosmonda) – Acte I
- « Senza pace » (Rosmonda) – Acte II

Rosmonda d'Inghilterra est un opéra (tragedia lirica) en deux actes, musique de Gaetano Donizetti, livret de Felice Romani, représenté pour la première fois au Teatro della Pergola de Florence le 27 février 1834.

## Histoire
La composition de Rosmonda d'Inghilterra, qui intervint dans une période particulièrement féconde de la carrière de Donizetti, répondit à une commande de l'imprésario Alessandro Lanari pour Florence. Le livret de Felice Romani avait été initialement écrit pour Carlo Coccia, qui avait donné une Rosmonda d'Inghilterra en 1829 à Venise, sans grand succès. Le texte reçut quelques adaptations qui permirent à Donizetti de travailler très rapidement, puisque deux mois seulement s'écoulent entre la création à Milan, le 26 décembre 1833, de Lucrezia Borgia et celle de Rosmonda.
L'ouvrage fut bien accueilli par le public florentin et connut ensuite quelques reprises sporadiques en Italie : à Naples en 1837 (sous le titre Eleonora di Gujenna) et à Livourne en 1845. Il disparut ensuite jusqu'au 22 novembre 1975, date à laquelle il fut ressuscité par l'association Opera Rara dans une version de concert au Queen Elizabeth Hall de Londres avec Yvonne Kenny dans le rôle-titre.

## Distribution
| Rôle | Type de voix  | Interprètes lors de la première le 27 février 1834 |
| --- | ------------- | -------------------------------------------------- |
| Rosmonda Clifford, amante di Enrico e figlia di Clifford Rosemonde Clifford, amante d'Henri II et fille de Clifford | soprano       | Fanny Tacchinardi-Persiani                         |
| Enrico II, re d'Inghilterra Henri II, roi d'Angleterre                                                              | ténor         | Gilbert Duprez                                     |
| Leonora di Gujenna, moglie di Enrico Aliénor d'Aquitaine, femme d'Henri II                                          | soprano       | Anna del Serre                                     |
| Gualtiero Clifford, antico governatore del re Walter Clifford, ancien précepteur du roi                             | basse         | Carlo Porto                                        |
| Arturo, giovane paggio di Enrico Arthur, jeune page d'Henri II                                                      | mezzo-soprano | Giuseppina Merola                                  |
| Uffiziali, consiglieri, cortigiani, paggi, soldati. Officiers, conseillers, courtisans, pages, soldats.             |               |                                                    |

## Argument
L'action se déroule au XIIe siècle en Angleterre, au palais de Woodstock et dans la tour de Rosemonde.
Chaucer raconte, au XIVe siècle, l'histoire de la « belle Rosemonde » (fair Rosamund), maîtresse d'Henri II Plantagenêt, qu'Aliénor d'Aquitaine fit chasser de la cour et, selon la légende, assassiner. Felice Romani enjolive une histoire assez lacunaire en imaginant qu'au début de l'opéra, Rosmonda ignore que son amant, Enrico, est le roi d'Angleterre. Lorsque son père Gualtiero – qui ne peut l'ignorer puisqu'il est censé avoir été le précepteur du roi, mais que Rosmonda est censée avoir abandonné pour vivre auprès de son amant au palais de Woodstock – l'en informe, elle est épouvantée, mais le roi promet de l'épouser après avoir répudié la reine Leonora. Un ressort politique s'ajoute ainsi au ressort sentimental pour pousser cette dernière à assassiner Rosmonda. Cet artifice permet également de faire de Rosmonda un personnage vertueux, qui décide de renoncer à son amour plutôt que de briser le couple royal, noble conduite qui sera impuissante à lui assurer la vie sauve.

## Analyse

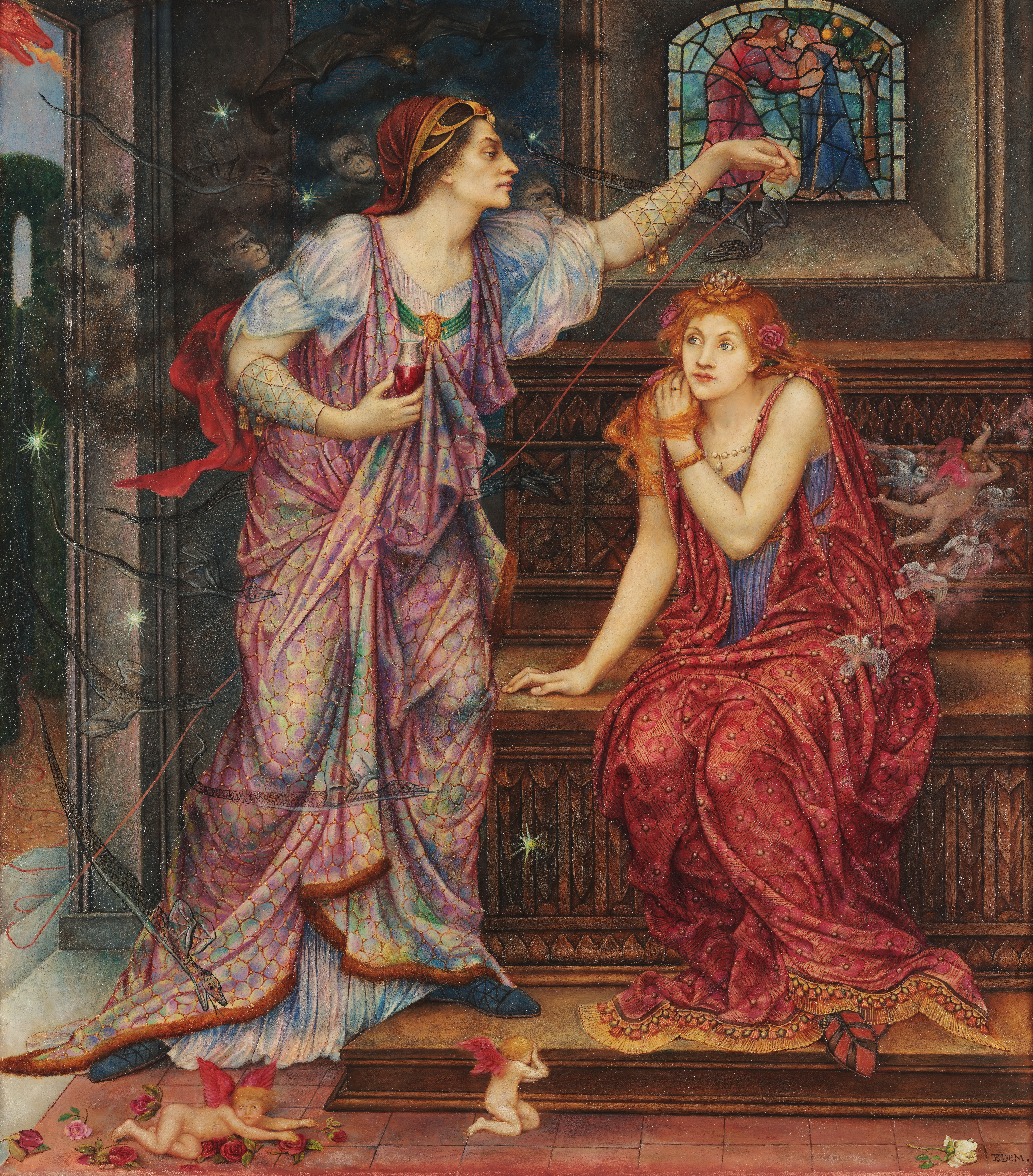
La reine Aliénor et la belle Rosemonde, par Evelyn De Morgan.

Le premier air de Rosmonda (Torna, ah, torna, a caro ogetto) a été réutilisé par Donizetti, à l'instigation de la prima donna Fanny Tacchinardi-Persiani, mais avec des paroles différentes,  en remplacement de l'air Regnava in silenzio dans la révision de 1837 de Lucia di Lammermoor, puis dans la version française de 1839 Lucie de Lammermoor.
Le larghetto concertato (Chiuse il dì per te la ciglia) fut intégralement transféré dans Poliuto et de là dans Les Martyrs.
Le duo final qui fait s'affronter les deux rivales, dans la tradition des duels de femmes donizettiens, est également l'un des moments notables de la partition par son intensité dramatique. Lors de la révision napolitaine de 1837, ce duo a remplacé l'aria finale à grand effet initialement composée pour Fanny Tacchinardi-Persiani.

## Discographie
| Année | Distribution (Rosmonda, Enrico, Leonora, Gualtiero, Arturo)                       | Chef d'orchestre, Orchestre et chœur                                       | Label                                                      |
| ----- | --------------------------------------------------------------------------------- | -------------------------------------------------------------------------- | ---------------------------------------------------------- |
| 1975  | Yvonne Kenny, Richard Greager, Ludmilla Andrew, Christian du Plessis, Enid Hartle | Alun Francis, Orchestre de l'Ulster, Chœur du Northern Ireland Opera Trust | CD Audio : Unique Opera Cat: UORC 274 Enregistrement live  |
| 1994  | Renée Fleming, Bruce Ford, Nelly Miricioiu, Alastair Miles, Diana Montague        | David Parry, Orchestre Philharmonia, Chœur Geoffrey Mitchell               | CD Audio : Opera Rara Cat: ORC 13 Enregistrement en studio |

### Sources
- (en) Robert J. Farr, « Gaetano Donizetti (1797-1848). Rosmonda D'lnghilterra », sur www.musicweb.uk.net (consulté le 31 août 2008)
- (fr) Piotr Kaminski, Mille et un opéras, Paris, Fayard, coll. Les indispensables de la musique, 2003
- (it) M. Pe., « Rosmonda d’Inghilterra di Gaetano Donizetti (1797-1848) », sur delteatro.it (consulté le 31 août 2008)
- (fr) Philippe Thanh, Donizetti, Actes Sud, 2005